# Park stanowy Blackwater Falls

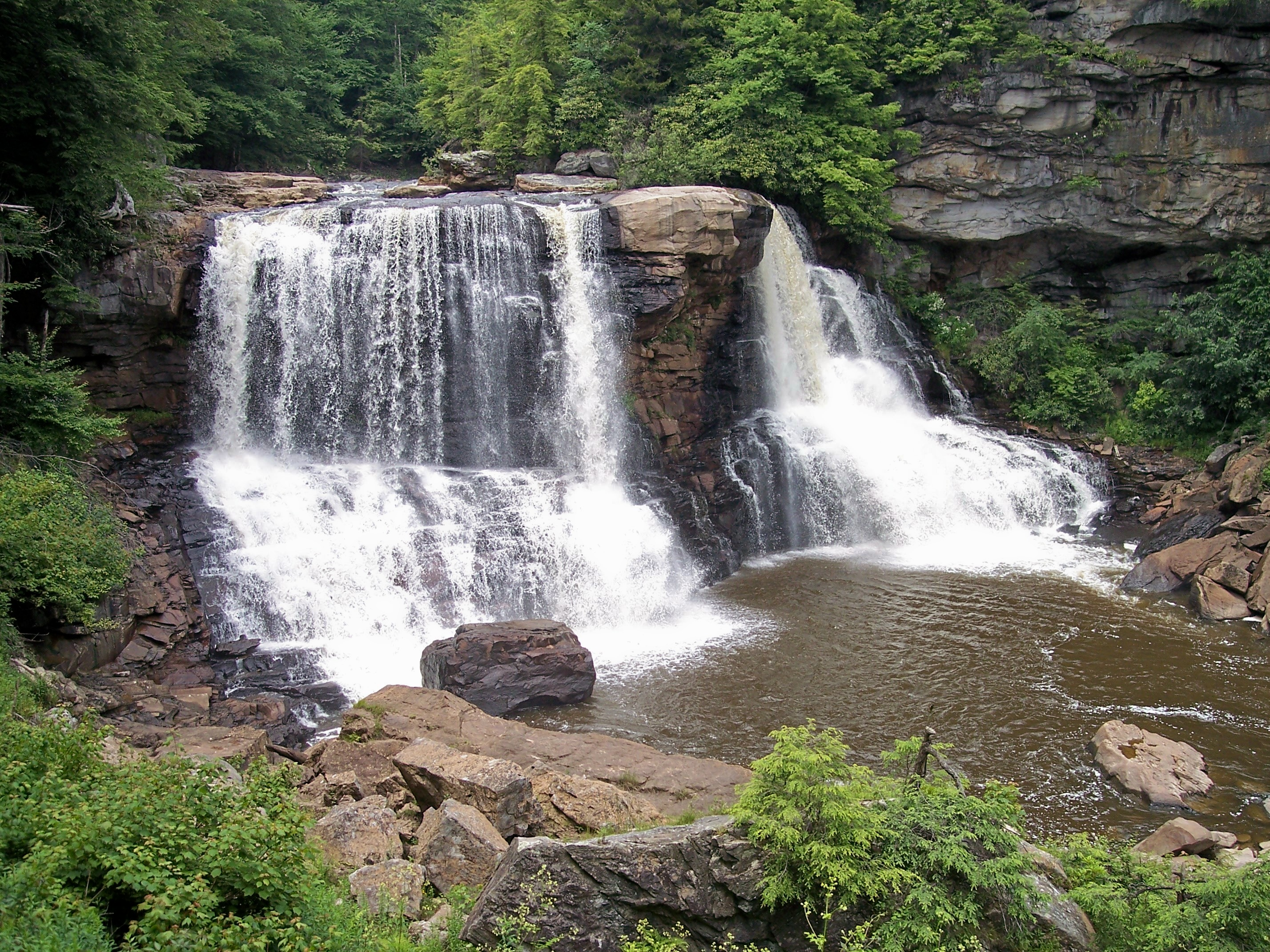
Wodospad Blackwater, 2006

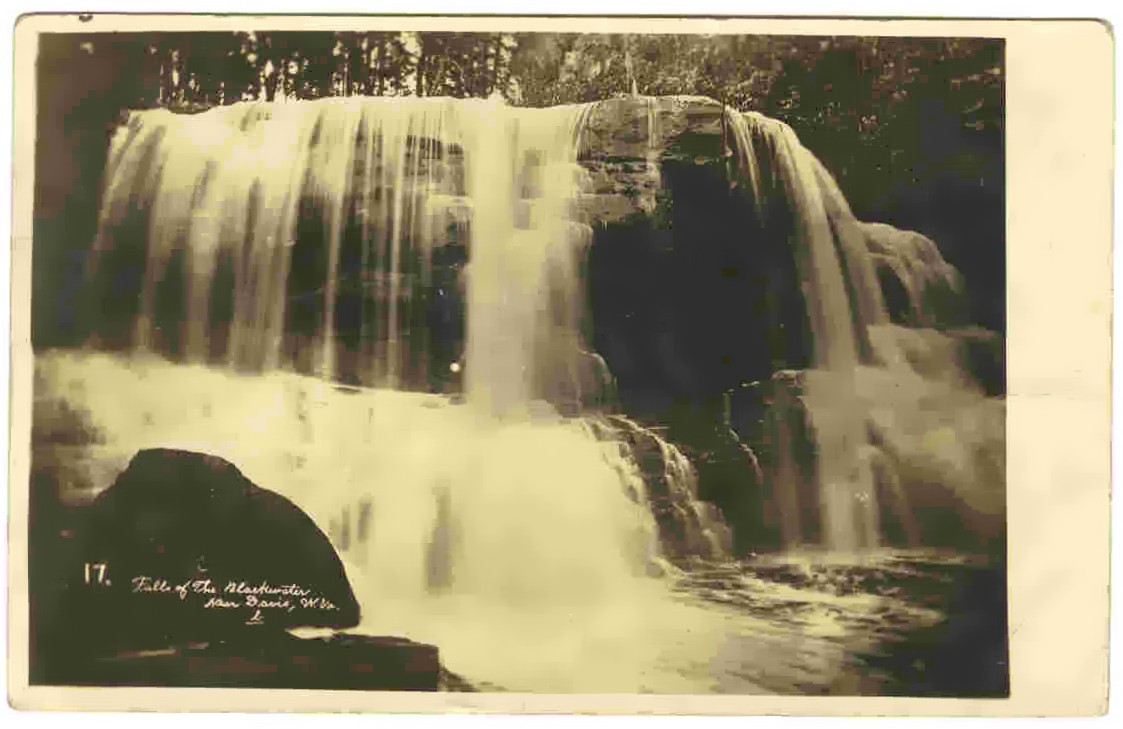
Wodospad Blackwater, około 1910

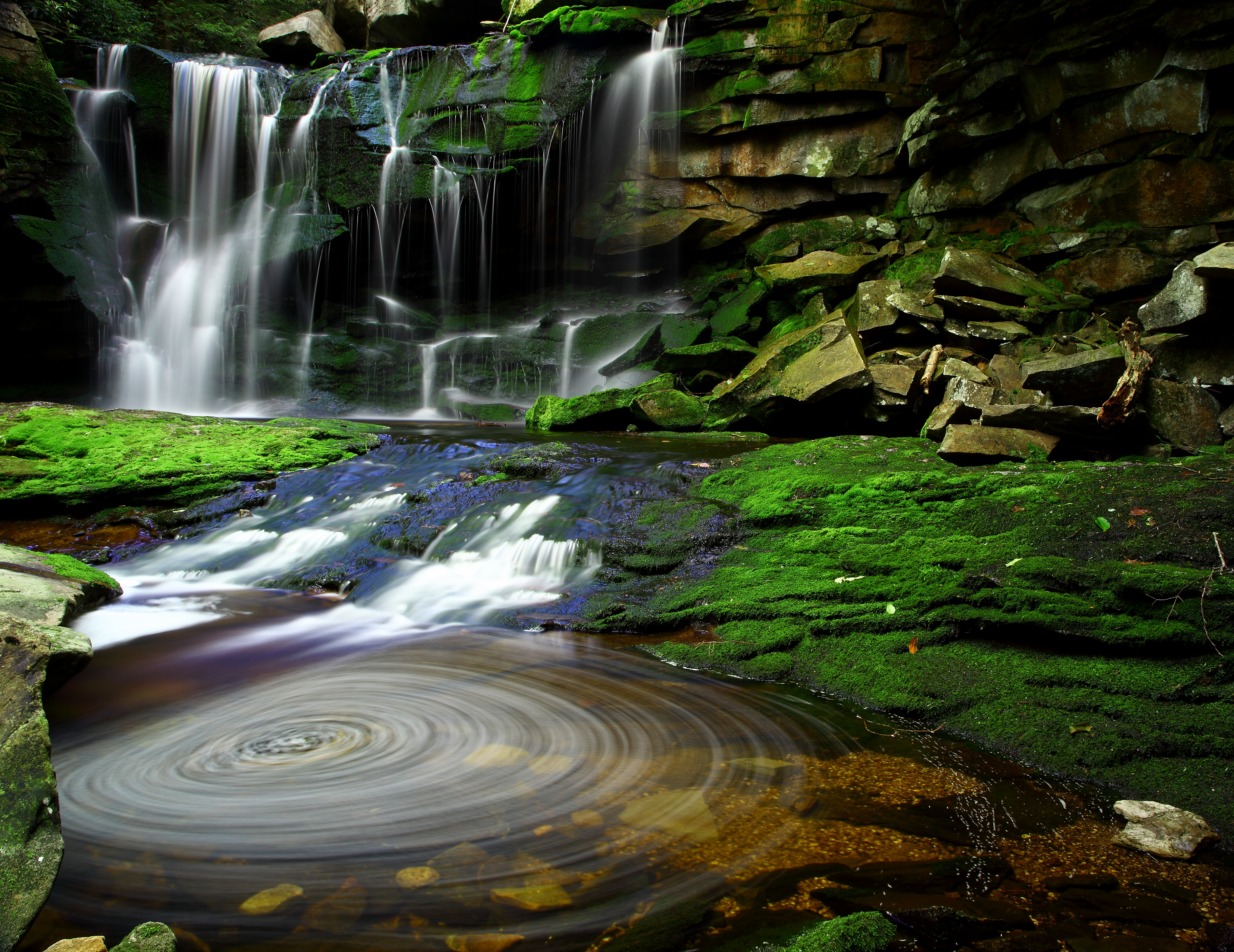
Wodospad Elakala w Parku stanowym Blackwater Falls

Park stanowy Blackwater Falls (ang. Blackwater Falls State Park) to park stanowy w amerykańskim stanie Wirginia Zachodnia. Nazwa parku pochodzi od jego głównej atrakcji – wysokiego na 19 m wodospadu Blackwater Falls w miejscu, gdzie rzeka Blackwater przechodzi ze spokojnego biegu w dolinie Canaan do burzliwego Kanionu Blackwater. Park jest jedną z najczęściej fotografowanych atrakcji w stanie i pojawia się często na kalendarzach, pocztówkach i układankach. Nazwa rzeki Blackwater („Czarna woda”) wywodzi się od jej ciemnej od kwasu taninowego wody.

## Geografia
Park stanowy Blackwater Falls leży około 3 km na południowy wschód od miasta Davis w Wirginii Zachodniej. Obejmuje 954 ha wyżyn pokrytych lasami, w których dominują świerk czerwony i choina kanadyjska. Inne ważne gatunki drzew występujące w parku to brzoza żółta, buk wielkolistny, klon czerwony i czeremcha amerykańska.

### Wodospad
„Wielki wodospad” rzeki Blackwater opada 19 m do położonego niżej kanionu. Jest uznawany za najwyższy nadziemny wodospad w stanie Wirginia Zachodnia (zależnie od rodzaju pomiaru, wysokość wynosi 17–19 m). Skaliste wzniesienie dna rzeki przy wodospadzie dzieli jego wody na charakterystyczne formacje, które czynią wygląd wodospadu łatwo rozpoznawalnym. W zimie wodospad często zamarza całkowicie. Szeroka trasa z parkingu w pobliżu wodospadu prowadzi na drewnianą kładkę i punkt widokowy, podczas gdy bardziej stromy szlak prowadzi dalej do obszaru poniżej wodospadu. Z drugiego (zachodniego) brzegu dłuższa i łatwiejsza trasa prowadzi do innego punktu widokowego.

## Historia
Pierwszy biały odkrywca wodospadu nie jest znany. Podania ustne mówiły o wczesnym myśliwym/badaczem dorzeczy rzek Potomak i Youghiogheny Meshach Browningu (1781-1859), jednak brakuje dokumentacji żeby poprzeć tą teorię.
Autor książek podróżniczych Philip Pendleton Kennedy opisywał Kanion Blackwater w 1853r, ale pominął w swoich opisach wodospad. W tym samym roku jego towarzysz i kuzyn, ilustrator David Hunter Strother (pseudonim “Porte Crayon”), opublikował “The Virginia Canaan” o swoich przygodach w regionie rzeki i wodospad trafił do literatury po raz pierwszy. Strother opublikował także dłuższy opis swojej wizyty w czerwcu 1852 w artykule “The Mountains” (ang. „Góry”). Pensjonat Dobbin House, wybudowany w pobliżu wodospadu w 1858, gościł odwiedzających wodospady w latach 60. i 70. XIX wieku. Wizyta promotorów przyrody i turystyki przyrodniczej opisana w mediach w maju 1879 dodała parkowi dalszej popularności.
Co najmniej jedna osoba zginęła w 1933 porwana przez prąd rzeki i za wodospad podczas powodzi. We wczesnych latach 30. XX wieku różne finansowania i donacje kompanii West Virginia Power and Transmission Company (WVPTC), znanej później jako Allegheny Power Systems, która była w tym czasie właścicielem dużej części Kanionu Blackwater, chroniły i pomogły rozwijać turyzm w regionie. Pierwsze z nich w 1934 zaowocowały ustanowieniem i utrzymaniem (przez Komisję lasów i parków stanu Zachodnia Wirginia) punktu widokowego na sam wodospad. Park został formalnie założony w 1937 Dalsze donacje ziemi przez komisje w latach 1953 i 1955 oraz przez United States Forest Service w 1957 roku zwiększyły obszar parku do około 6,79 km kw.
Do lat 50. park był otwarty tylko w godzinach dziennych. W latach 1955–1956 poczyniono ulepszenia w budynkach i terenach, w tym wybudowano 25 kabin, tamy tworzącej jezioro do wędkowania i jazdy na łyżwach i 55-pokojowego pensjonatu nazywanego “The Lodge in the Sky” (Pensjonat w niebie – park jest najwyższą częścią stanu), który otwarto w 1957 Roczna liczba odwiedzających doszła do 240 tysięcy (z czego 18 tysięcy nocujących) w roku 1960.
W maju 2000 Gubernator stanu Wirginia Zachodnia Cecil Underwood zakupił 25 akrów (100 tysięcy m kw.) terenu w Kanionie Blackwater za 50 tysięcy dolarów za akr i dodał je do terenu Parku. Allegheny Wood Products, firma, która dziś jest właścicielem około połowy obszaru Kanionu darowała kolejne 100 akrów (0,4 km kw.). W styczniu 2002 gubernator Bob Wise nabył dodatkowe 2 km kw. wzdłuż biegu rzeki przed wodospadem od Allegheny Power i dodał je do terenu parku.